# Miles McMullan
Pour les articles homonymes, voir McMullan.
 (juillet 2025).
La mise en forme du texte ne suit pas les recommandations de Wikipédia : il faut le « wikifier ».
Les points d'amélioration suivants sont les cas les plus fréquents. Le détail des points à revoir est peut-être précisé sur la page de discussion.
- Les titres sont pré-formatés par le logiciel. Ils ne sont ni en capitales, ni en gras.
- Le texte ne doit pas être écrit en capitales (les noms de famille non plus), ni en gras, ni en italique, ni en « petit »…
- Le gras n'est utilisé que pour surligner le titre de l'article dans l'introduction, une seule fois.
- L'italique est rarement utilisé : mots en langue étrangère, titres d'œuvres, noms de bateaux, etc.
- Les citations ne sont pas en italique mais en corps de texte normal. Elles sont entourées par des guillemets français : « et ».
- Les listes à puces sont à éviter, des paragraphes rédigés étant largement préférés. Les tableaux sont à réserver à la présentation de données structurées (résultats, etc.).
- Les appels de note de bas de page (petits chiffres en exposant, introduits par l'outil «  Source ») sont à placer entre la fin de phrase et le point final[comme ça].
- Les liens internes (vers d'autres articles de Wikipédia) sont à choisir avec parcimonie. Créez des liens vers des articles approfondissant le sujet. Les termes génériques sans rapport avec le sujet sont à éviter, ainsi que les répétitions de liens vers un même terme.
- Les liens externes sont à placer uniquement dans une section « Liens externes », à la fin de l'article. Ces liens sont à choisir avec parcimonie suivant les règles définies. Si un lien sert de source à l'article, son insertion dans le texte est à faire par les notes de bas de page.
- La présentation des références doit suivre les conventions bibliographiques. Il est recommandé d'utiliser les modèles {{Ouvrage}}, {{Chapitre}}, {{Article}}, {{Lien web}} et/ou {{Bibliographie}}. Le mode d'édition visuel peut mettre en forme automatiquement les références.
- Insérer une infobox (cadre d'informations à droite) n'est pas obligatoire pour parachever la mise en page.

Pour une aide détaillée, merci de consulter Aide:Wikification.
Si vous pensez que ces points ont été résolus, vous pouvez retirer ce bandeau et améliorer la mise en forme d'un autre article.
 (31 juillet 2025).
 (août 2025).
Miles McMullan, né le 1er août 1967, est un écrivain, illustratif, écologiste et naturaliste d'origine irlandaise.

## Biographie
Miles McMullan est né à Bangor, en Irlande de Nord. Il a étudié l'art et le design à l'Université d'Ulster et les sciences humaines au Trinity College de Dublin.
Il travaille en tant que guide de voyages depuis 2003. Il a écrit des textes académiques pendant de nombreuses années avant de se spécialiser dans les guides de terrain sur les oiseaux des pays néotropicaux tels que la Colombie, l'Équateur et les Îles Galapagos. Ses livres ont été reconnus aussi bien que la seconde meilleure livre de nature de l'an 2010 et entre les meilleurs livres d'oiseaux en les derniers 25 ans. Son livre Guide de Champ des Oiseaux de la Colombie a été le livre le plus vendu de la Foire Internationale du Livre, Bogota (FilBo), 2018,.
Ses œuvres comprennent le Field Guide to the Birds of Colombia publié en 2010,, 2011, 2014 et 2018;,, FieldBook of the Birds of Ecuador 2013  et 2017; Field Guide dto the Hummingbirds 2015; Field Guide to the Galapagos Islands 2017, Birds of the Colombian Andes, Birds of Meta and the Colombian Llanos, Birds of the Western Cordillera, Terrestrial Life of the Galapagos,  Aves de Cundinamarca, outres livres plus petits et recherche scientifique,. En 2024 il a fait les illustrations pour la collection de poésie de Pablo Neruda, Arte de Pájaros.
En 2025 il s'a publié son compact et innovateur Field Guide to the Birds of North America, avec des collaborateurs Derek Sallmann, Ryan Sallmann et Arturo McMullan. Il est un livre guide de champ d'oiseaux que décrit 1150 espèces et compte avec 6200 illustrations originales et presque 2000 cartes. Il a gagné une prestigieuse étoile de Kirkus Reviews et a été sélectionné par Kirkus Reviews aussi bien que le meilleur livre Indie (indépendant) en avril de 2025.

## Autres œuvres
McMullan travaille avec divers ONGs de la conservation aussi bien que Mindo Cloud Forest Foundation et a réalisé beaucoup de travaux avec les communautés indigènes de la Colombie pour la conservation de ses territoires. Son travail comme auteur McMullan donne des bavardages et des conférences sur l'art, la nature, la conservation,, et thèmes sociaux. Son travail social avec des communautés, groupes féminins ruraux en Colombie a été reconnu dans diverse occasions par le gouvernement colombien. Ils se sont fait divers programmes de télévision sur McMullan en Colombie, l'Espagne, l'Australie et le Royaume-Uni. Il actuellement réside en le sud de Colombie.

## Livres
- (en) Miles McMullan, Field Guide to the Birds of North America, Reino Unido, Pelagic Publishing, 2025 (ISBN 9781784275426, lire en ligne)
- Arte de Pájaros de Pablo Neruda, illustré par des Miles McMullan (2024)[33]
- Birds de Cundinamarca (2023)[20]
- Miles McMullan, McMullan Birding Guía de Las Aves de Colombia, McMullan Birding, 2021 (ISBN 9789584910325)
- Field Guide to the Birds of la Colombie (2010, 2014, 2018)[7]
- Guía de Campo de las Aves de Colombis (2011)[7]
- Fieldbook of the Birds of Ecuador (2013, 2017)[13]
- Field Guide to the Hummingbirds (2016)[14]
- (en) Field Guide to the Galapagos Islands McMullan & Navarrete, Field Guide to the Galapagos Islands, McMullan, Miles, 2017 (ISBN 9789942284297)
- Birds of the Colombia Andes (2019)[16]
- Birds of Meta and the Colombian Llanos (2019)[17]
- Birds of the Western Cordillera (2019)[18]
- Birds and Common Mammals of Ecuadorian Amazon (2012)[34]
- Birds of Northwest Ecuador (2009)[35]
- Miles McMullan, Guias de las Aves de la Reserva Natural Mesenia-Paramillo, 2019 (ISBN 9789584876126)
- (en) McMullan, Vasquez y Die, Terrestrial Life of Galapagos, 2008 (ISBN 9789942020291).